# La Bouëxière
La Bouëxière (bretonisch: Beuzid-ar-C’hoadoù) ist eine französische Gemeinde mit 4602 Einwohnern (Stand: 1. Januar 2022) im Département Ille-et-Vilaine in der Region Bretagne. La Bouëxière gehört zum Arrondissement Rennes und ist Teil des Kantons Liffré. Die Einwohner werden Bouexièrais(es) genannt.

## Geografie
La Bouëxière liegt etwa 19 Kilometer ostnordöstlich von Rennes. Die Veuvre bildet den Étang du Chevré, fließt durch die Gemeinde und bildet dann die westliche Gemeindegrenze. Umgeben wird La Bouëxière von den Nachbargemeinden Liffré im Norden und Westen, Dourdain im Osten und Nordosten, Val-d’Izé im Osten, Marpiré im Südosten, Châteaubourg und Servon-sur-Vilaine im Süden sowie Acigné im Südwesten.

## Geschichte
Ende des 6. Jahrhunderts soll der Ort La Bouëxière aus der Priorei Allion (oder Rallion) entstanden sein.
| Jahr      | 1962  | 1968  | 1975  | 1982  | 1990  | 1999  | 2006  | 2011  |
| --------- | ----- | ----- | ----- | ----- | ----- | ----- | ----- | ----- |
| Einwohner | 1.870 | 1.965 | 2.142 | 2.667 | 3.027 | 3.503 | 3.916 | 3.847 |

## Sehenswürdigkeiten

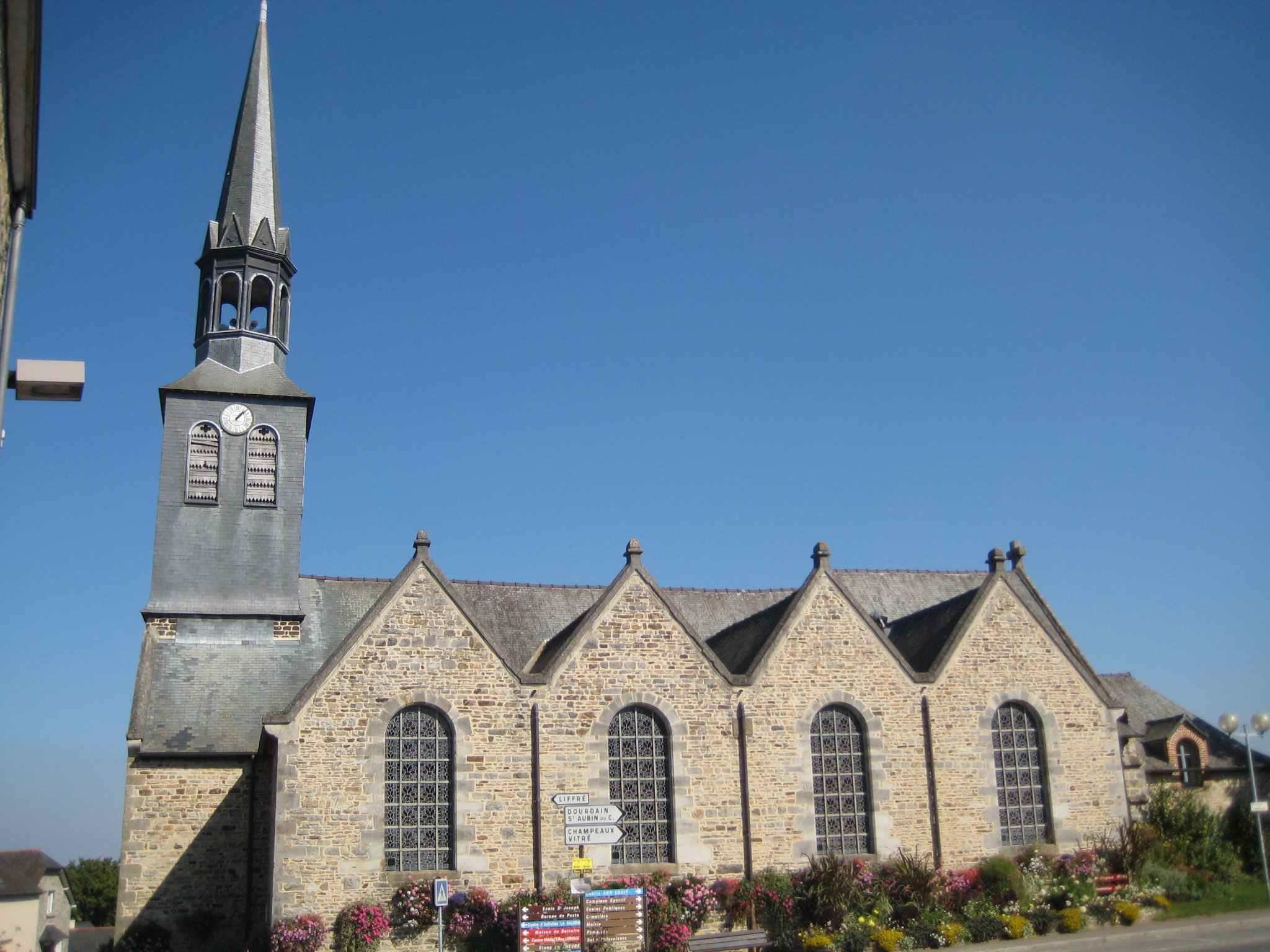
Kirche Saint-Martin-de-Tours

- Ruine des Donjons und der Wallburg (Motte) von Chevré, im 12. und 13. Jahrhundert geschaffen, mit Kapelle und Brücke seit 1995 Monument historique
- Kirche Saint-Martin-de-Tours aus dem 16. und 19. Jahrhundert
- Prioratskirche Saint-Martin-de-Tours
- Priorei Allion aus dem 15. Jahrhundert
- Kapellen Chevré (12. Jahrhundert), Saint-Pair (20. Jahrhundert), Sevailles (17. Jahrhundert),
- Schloss Bertry aus dem 15. Jahrhundert
- Schloss Carrefour aus dem 17. Jahrhundert
- Herrenhaus von La Bouëxière aus dem 12. Jahrhundert
- altes Herrenhaus von Dobiays
- zahlreiche Häuser aus dem 15. bis 17. Jahrhundert
- zahlreiche Großkreuze

## Persönlichkeiten
- Patrick Delamontagne (* 1957) und Laurent Delamontagne (* 1965), Fußballspieler